# Famille Welser
Pour les articles homonymes, voir Welser.

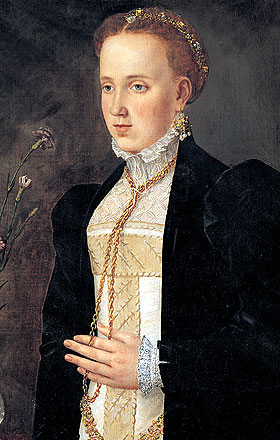
Philippine Welser, l'épouse de Ferdinand de Tyrol

La famille Welser est une famille  patricienne de marchands et de banquiers  d'Augsbourg, Saint-Empire romain, qui domina la finance européenne à la fin du Moyen Âge et pendant la Renaissance. Au XVIe siècle, ils se partagent avec les Fugger la domination du commerce et de la finance européenne, après que les Italiens, particulièrement les marchands et les banquiers vénitiens, ont été chassés des positions dominantes sur le marché européen du capital.
Ils reçurent ensuite le droit de coloniser le Venezuela, comme gage d'un gros emprunt fait par l'empire espagnol qui avait subi en 1519 des échecs face aux Amérindiens dans la région du Darién, appelée Castille d'Or, et qui regroupait les pays actuels du Panama et de la Colombie, obligeant l'Espagne à déplacer la capitale de Santa María la Antigua del Darién à Panama, dans les années 1515, qui virent Bartolomé de las Casas dénoncer les violences contre les Amérindiens.
Les Welser s'engagèrent à fournir des esclaves noirs à la nouvelle colonie. En 1571, Bartholomé Welser envoya à Saint-Domingue son agent Heinrich Ehinger (de), qui y fonda une factorerie. Le 27 mars 1528, l'empereur et roi Charles Quint accordait à ses agents Ambrosius Ehinger et Jérôme Sayler une charte ou « capitulation », qui leur concédait l'exploitation de la province de Venezuela, région comprise entre les caps de La Vela et de la Maracapana, soit le Venezuela actuel (« Klein-Venedig », soit « Petite Venise » en allemand ).
Une seconde capitulation, du 15 février 1531, transféra le bénéfice de la première aux frères Welser, Antoine et Bartholomé. Ni l'une ni l'autre ne différaient des chartes accordées par les souverains espagnols à Christophe Colomb (mêmes droits, mêmes privilèges, mêmes pouvoirs d'administration attribués aux concessionnaires).
La seule clause relevant d'une entreprise de colonisation allemande est l'obligation d'introduire 50 maîtres mineurs pour l'exploitation des mines de la colonie, qui fut mal observée, ces contremaîtres étant repartis presque tous dès 1535. Seuls les dirigeants de l'entreprise et quelques officiers du corps expéditionnaire étaient allemands.
Le 24 février 1529, Ambrosius Ehinger et Jérôme Sayler arrivèrent à Coro sur trois navires de Cadix, avec 700 fantassins et 80 cavaliers de nationalités diverses. Les conflits entre Allemands et Espagnols, sur fond d'expéditions à la recherche de l'Eldorado, aboutirent à l'assassinat de Philipp von Hutten et de Bartholomé Welser « Le Jeune » en 1546, capturés par Antonio de Carvajal (es) et Pedro de Limpias à El Tocuyo et décapités par les autorités espagnoles.
Le déclin des Welser se produit rapidement après la mort de Bartholomé Welser. La cause de cette faillite, comme d'ailleurs au moment des difficultés des Fugger, est moins une contraction économique générale que les demandes de crédit démesurées formulées par les princes, autrement dit les relations trop étroites avec les forces politiques.
Le bilan économique se réduisit à la découverte d'huîtres perlières et à la fondation de Maracaibo. Dès 1546, les Allemands quittèrent le Venezuela. Le 30 avril 1556, les Welser étaient déclarés déchus de leur concession par une décision du Conseil des Indes, siégeant à Madrid. Il faut attendre 1567 pour la fondation de Caracas avec l'aide cette fois de Flamands.

## Membres célèbres
- Bartholomé Welser
- Philippine Welser
- Sabina Welser
- Histoire de l'émigration allemande en Amérique, Colons et intérêts allemands en Amérique latine